# Bloomingdale (Tennessee)
Bloomingdale és una concentració de població designada pel cens dels Estats Units a l'estat de Tennessee. Segons el cens del 2000 tenia 10.350 habitants.

## Demografia
Segons el cens del 2000, Bloomingdale tenia 10.350 habitants, 4.264 habitatges, i 3.176 famílies. La densitat de població era de 387,6 habitants/km².
Dels 4.264 habitatges en un 28,9% hi vivien nens de menys de 18 anys, en un 59,5% hi vivien parelles casades, en un 11,3% dones solteres, i en un 25,5% no eren unitats familiars. En el 22,8% dels habitatges hi vivien persones soles el 9,5% de les quals corresponia a persones de 65 anys o més que vivien soles. El nombre mitjà de persones vivint en cada habitatge era de 2,42 i el nombre mitjà de persones que vivien en cada família era de 2,83.
Per edats la població es repartia de la següent manera: un 22% tenia menys de 18 anys, un 7,3% entre 18 i 24, un 28,6% entre 25 i 44, un 27,3% de 45 a 60 i un 14,9% 65 anys o més.
L'edat mediana era de 40 anys. Per cada 100 dones de 18 o més anys hi havia 93,5 homes.
La renda mediana per habitatge era de 31.096 $ i la renda mediana per família de 35.503 $. Els homes tenien una renda mediana de 27.357 $ mentre que les dones 18.614 $. La renda per capita de la població era de 17.241 $. Entorn del 9,6% de les famílies i el 12,5% de la població estaven per davall del llindar de pobresa.

## Poblacions més properes
El següent diagrama mostra les poblacions més properes.